# Keizerskroon (heraldiek)
De keizerskroon is een van de minst voorkomende kronen in de Nederlandse heraldiek. De steden die een dergelijke kroon op hun wapen voeren hebben hier in der tijd expliciet toestemming voor gekregen van de betreffende keizer. Meestal werd de kroon als blijk van dank of respect aan de betreffende stad verleend. Over het algemeen betreft het de Rudolfinische keizerskroon van keizer Rudolf II.
In Nederland bestaat de keizerskroon doorgaans uit drie beugels en is eveneens gevoerd tussen de beugels. De keizerskroon onderscheidt zich van de koningskroon door de voering tussen de beugels. De koningskroon heeft vijf beugels bezet met rijen parels. De beide kronen zijn wel getopt met een wereldbol waarop een breedarmig kruis. Volgens Steenkamp is een keizerskroon gevoerd van purper, echter alle Nederlandse kronen zijn gevoerd van keel, of van azuur. Een gemeente voert de keizerskroon officieel in blauw: Medemblik, een aantal waterschappen voeren eveneens blauwe kronen.

## Kronen

### Andere keizerskronen
Verschillende landen hebben verschillende keizerlijke kronen op de wapens gevoerd, hieronder een aantal voorbeelden:

Duitsland
Ethiopië
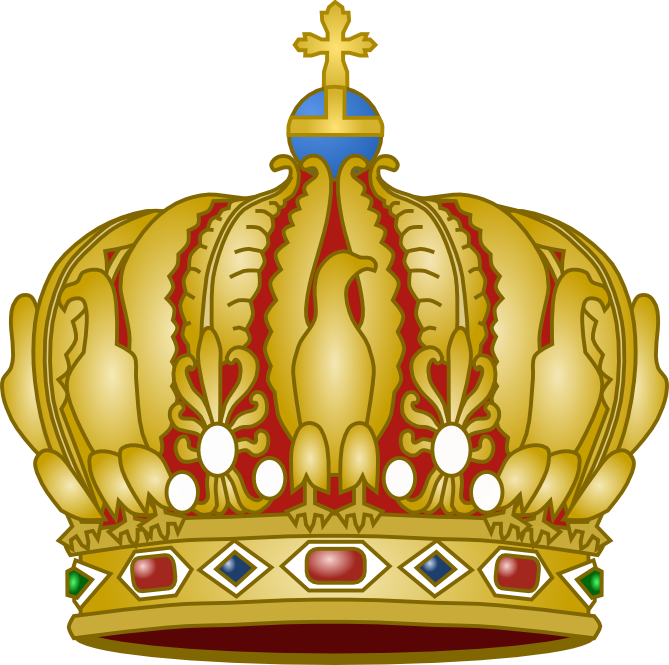
Franse Keizerrijk
Heilige Roomse Rijk
Oostenrijk-Hongarije
Keizerrijk Rusland
Spanje

### Rangkronen in Nederland
Nederland heeft verschillende rangkronen, de keizerskroon is de hoogste in rang, de laagste is die van ridder.

Keizer
Koning
Prins
Hertog
Markies
Graaf
Burggraaf
Baron
Ridder

## Wapens

### Buiten Nederland

Het wapen van het Keizerrijk Brazilië
Het wapen van Haile Selassie
Eerste Franse Keizerrijk
Het wapen van het Eerste Mexicaanse Keizerrijk
Het wapen van het Tweede Mexicaanse Keizerrijk
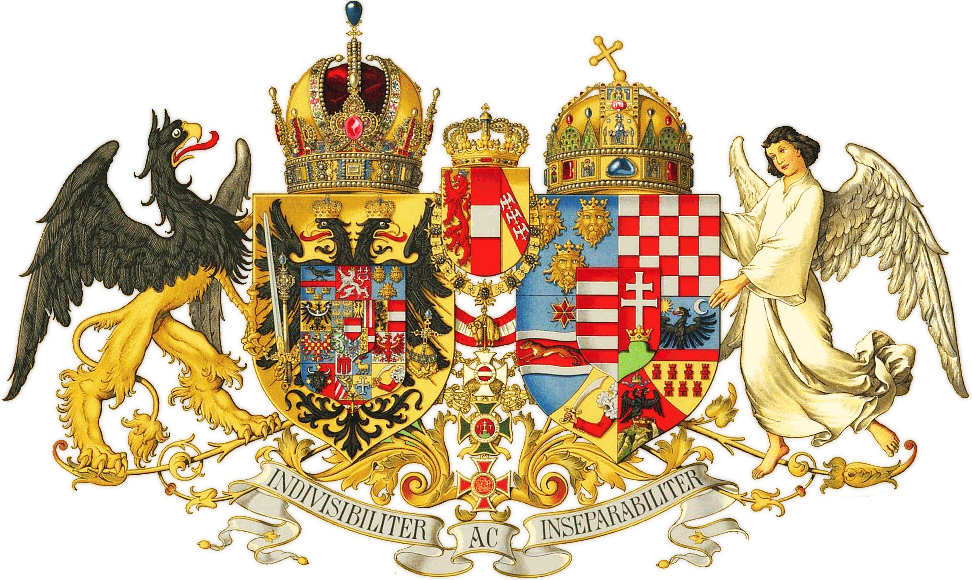
Het wapen van Oostenrijk-Hongarije
Het wapen van Spanje
Het wapen van het Keizerrijk Rusland
Het oude wapen van Sint Truiden, door de Hoge Raad van Adel in 1819 toegekend

### Nederland
De volgende water- dan wel hoogheemraadschappen voeren een keizerskroon:

Wapen van Hoogheemraadschap Amstel, Gooi en Vecht
Wapen van Hoogheemraadschap van Delfland
Wapen van Hoogheemraadschap Hollands Noorderkwartier
Wapen van Hoogheemraadschap van Rijnland
Wapen van Hoogheemraadschap van Schieland en de Krimpenerwaard

De volgende voormalige water- en hoogheemraadschappen voerden een keizerskroon:

Het wapen van Kollegie van den Hoogen Dijkstoel des Rijks van Nijmegen
Het wapen van het Hoogheemraadschap van Uitwaterende Sluizen in Hollands Noorderkwartier
Het wapen van het Hoogheemraadschap van de Uitwaterende Sluizen in Kennemerland en West-Friesland
Het wapen van Amstel en Vecht
Het wapen van Hoogheemraadschap Amstelland
Het wapen van Hoogheemraadschap van Schieland

Een aantal Nederlandse gemeenten voeren een keizerskroon als rangkroon. Lopik voerde reeds als heerlijkheid als wapen een keizerskroon. Sinds de stichting van het Koninkrijk der Nederlanden heeft de gemeente dit wapen overgenomen. De kroon is afkomstig van het Sint Mariekapittel uit Utrecht. Dat kapittel is volgens de overlevering gesticht door Keizer Hendrik IV. De heerlijkheid Lopik was eigendom van het kapittel. De volgende gemeenten voeren een keizerskroon als rangkroon of op het wapen:

Wapen van Amsterdam[2]
Wapen van Bolsward
Wapen van Deventer
Wapen van Hulst
Wapen van Kampen
Wapen van Medemblik
Wapen van Middelburg
Wapen van Nijmegen
Wapen van Tiel
Wapen van Zwolle
Wapen van Lopik

## Trivia
- De tak Von Hompesch-Rürich van het Duitse adellijke geslacht Hompesch voert een gevierendeeld wapen met in het eerste en vierde kwartier een keizerskroon.[3]
- De gemeente Nijmegen voert het wapen zelf met een blauwe keizerskroon.[4]
- In Amsterdam wordt de kroon een enkele keer als blauw afgebeeld, zoals op de Westertoren, echter de gemeente voert de kroon correct in rood.

adelaar · Agnus Dei · alliantiewapen · andreaskruis · ankerkruis · armoriaal · baldakijn · barensteel · bezant · Bourgondisch kruis · brisure · cartouche · centaur · cordelière · dekkleed · dorpsvlag · dorpswapen· drieberg · dubbelkoppige adelaar · dwarsbalk · fleur de lis · fleuron · Friese adelaar · gaande leeuw · gecarteleerd · Gelderse leeuw · gepaald · gravenkroon · groot wapen · griffioen · hartschild · helmkroon · helmteken · heraldische kleur · herautstuk · hermelijn · hoed · Hollandse tuin · huismerk · Jeruzalemkruis · karbonkel · keizerskroon · keper · koek · kromstaf · kroon · krukkenkruis · kwartier · kwartileren · kwartierzoom · leeuw · markiezenkroon · merlet · molenijzer · motto · muurkroon · nassaublauw · natuurlijke kleur · Nederlandse leeuw · Nederlandse Maagd · ombrellino · ordeketen · palen · pentagram · pijlenbundel · raadselwapen · raaf · respectant · riddertoernooi · rijksbanier · rijkskleuren · rijksstandaard · rijkswapen · roos · Rudolfinische keizerskroon · Saksenros · Saladins Adelaar · scharlakenrood · schildhoofd · schildhouder · schildvoet · schildzoom · schoof · schuinbalk · schuinstreep sinister · sinister · sleutels van Petrus · socialistische heraldiek · sprekend wapen · stadskleuren · standaard · stedenmaagd · ster · tinctuur · vair · vermeerdering · vlag · vorstenhoed · vrijheidshoed · vrijkwartier · vrouwenwapen · wapen · wapenbelasting · Wapenboek Beyeren · Wapenboek Gelre · wapenbord · wapendiploma · wapendier · wapenkast · wapenkoning · wapenmantel · wapenrecht · wapenrol · wapenstier · wapentent · wassende en afnemende maan · Waterlandse zwaan · Westfriese boomwapens · wildeman · wolfsangel · wrong